# Transporte en Portugal

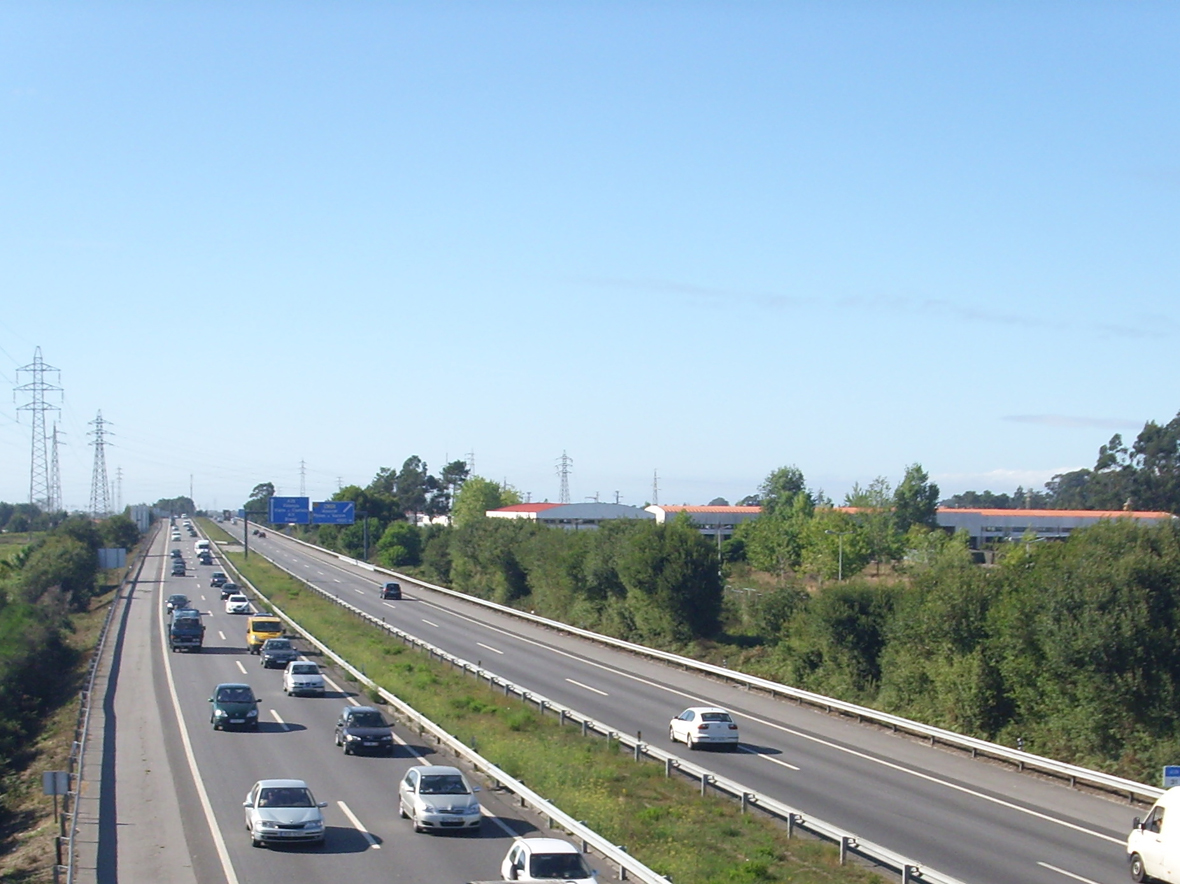
En los años 1990 se construyeron muchas autovías. En la imagen la carretera A28, en la región del Gran Oporto.

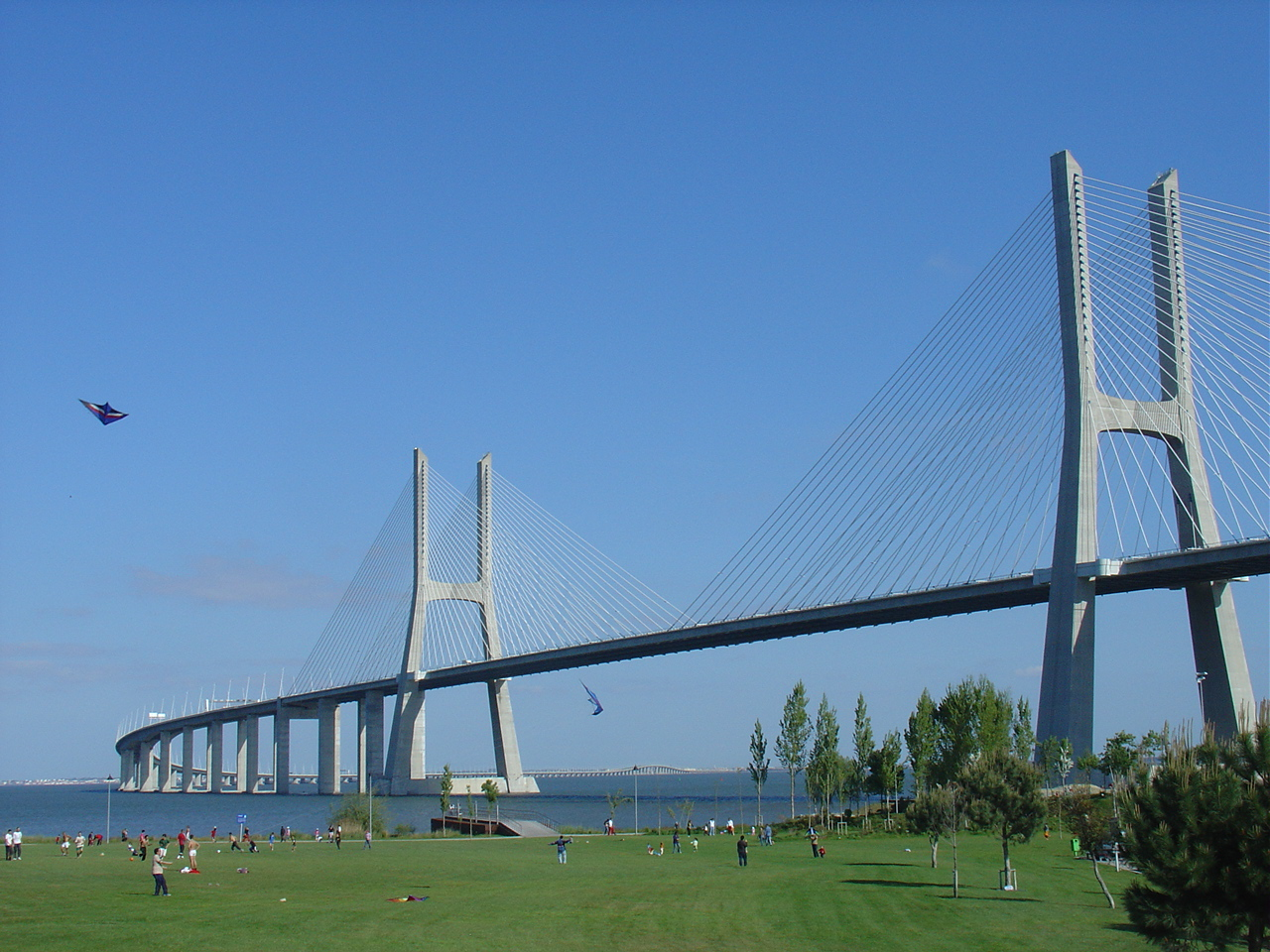
Puente Vasco da Gama, sobre el Río Tajo, el mayor de Europa.

Los transportes en Portugal fueron encarados como una prioridad en la década de 1990, sobre todo debido al aumento de la utilización de vehículos automóviles y a la industrialización. Portugal fue uno de los primeros países del Mundo en tener una autovía, inaugurada en 1944, conectando Lisboa al Estadio Nacional, la futura autovía Lisboa–Cascais (actual A5). Sin embargo, a pesar de haber sido posteriormente construidos algunos otras partes en las décadas de 1960 y 1970, solo a finales de la década de 1980 fue iniciada la construcción de autovías en gran escala. Hoy día la red de autovías portuguesas está bastante desarrollada y recorre casi todo el territorio, conectando todo el litoral y las principales ciudades del interior, en una extensión total de aproximadamente 3000 km.[carece de fuentes?]
Existen los Itinerarios Principales (IPs) y los Itinerarios Complementarios (ICs) que pueden estar constituidos por autovías, vías rápidas (carretera destinada solo a tráfico motorizado, con cruces a distinto nivel y de acceso restringido a nodos de conexión) y carreteras nacionales. El país tiene 68 732 km de red de carreteras, de los cuales cerca de 2600 km forman parte de un sistema de autovías. De estos, cerca de 900 km no requieren el pago de peajes.
Las dos principales áreas metropolitanas tienen sistemas de metropolitano: el Metro de Lisboa y el Metro Sur del Tajo en el área Metropolitana de Lisboa. 
La ciudad de Oporto también cuenta con un sistema de Metros. El Metro de Oporto tiene seis líneas y más de 75 kilómetros de vías. Actualmente la autoridad municipal de la ciudad planea su pronta expansión hacia el área Metropolitana. 

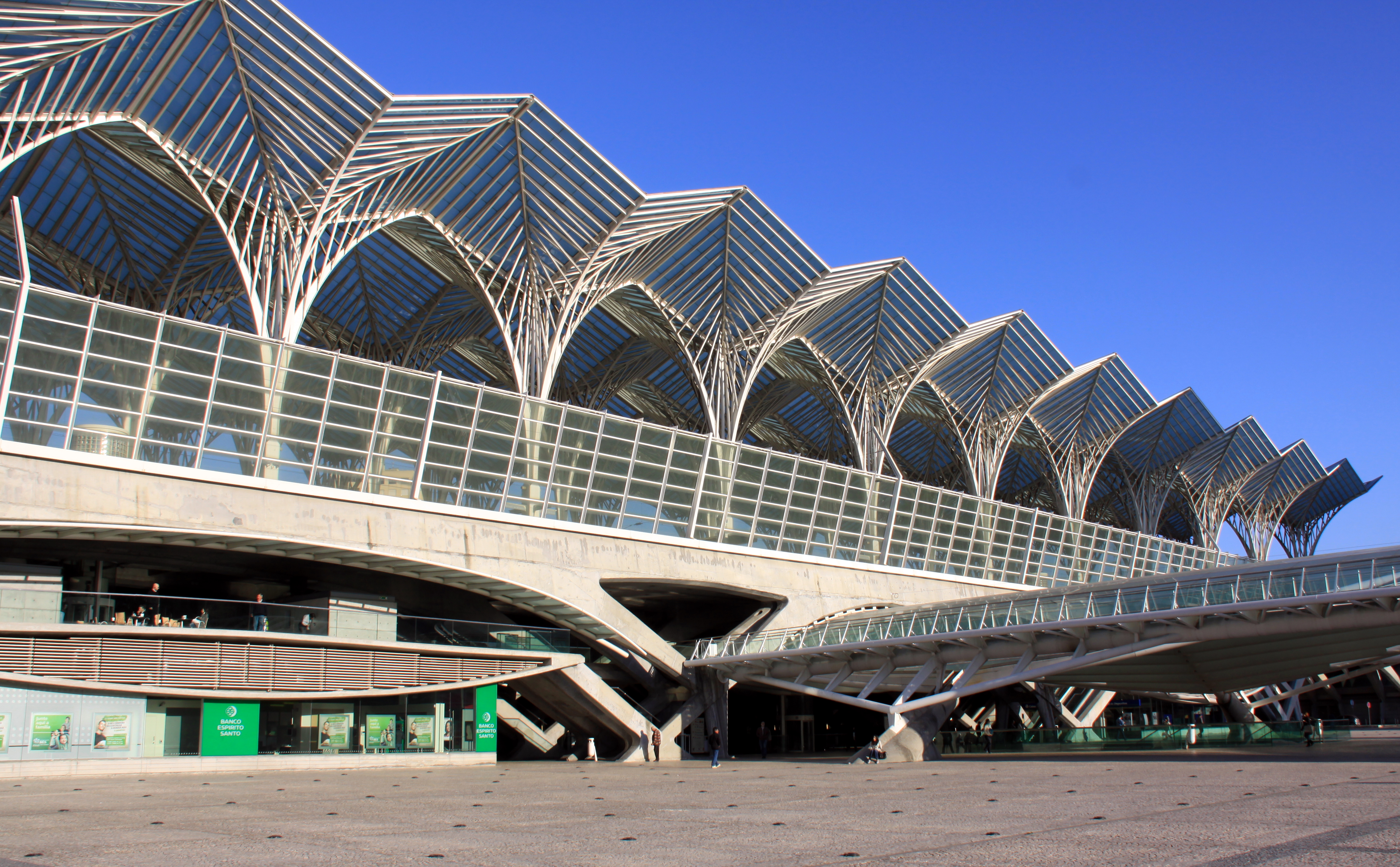
Estación del Oriente, una de las estaciones ferroviarias y de autobuses más importantes de Lisboa.

El transporte ferroviario de pasajeros y mercancías utiliza los 2791 km de líneas ferroviarias actualmente en servicio, de los cuales 1430 se encuentran electrificados y aproximadamente 900 permiten velocidades de circulación superiores a los 120 km/h. La red ferroviaria es gestionada por la REFER mientras que los transportes de pasajeros y mercancías son de la responsabilidad de la Caminos de Hierro Portugueses (CP), ambas empresas públicas. En 2006 la CP transportó 133 millones de pasajeros y 9,75 millones de toneladas de mercancías.
La fase de concurso para la construcción y explotación de una red ferroviaria de alta velocidad, con las conexiones Lisboa–Madrid, Lisboa–Oporto y Oporto–Vigo, se iniciará en 2008 para la primera, mientras que los concursos para las conexiones Lisboa–Oporto y Oporto–Vigo fueron aplazados a consecuencia de la actual crisis financiera. La explotación deberá comenzar en 2013 en las conexiones Lisboa–Madrid y en 2015 en la conexión Lisboa–Oporto. La inversión prevista para estas tres conexiones es de 7790 millones de euros. En estudio están dos líneas más de alta velocidad: Aveiro–Salamanca y Évora–Faro.
Lisboa tiene una posición geográfica que la hace un punto de escala para muchas compañías aéreas extranjeras en los aeropuertos en todo el país. El Gobierno está estudiando actualmente el proyecto para la construcción de un nuevo Aeropuerto Internacional en Alcochete, para sustituir el actual aeropuerto de la Portela, en Lisboa. Actualmente, los aeropuertos más importantes son los aeropuertos de Lisboa (Portela), Faro, Oporto (Francisco Sá Carneiro), Funchal (Madeira) y Punta Delgada (João Paulo II - Azores).[carece de fuentes?]

## General
- Transponer
- DGTT
- LUMO TRANSPORT

## Transporte ferroviario
- Metro Sur de Tejo
- Metro de Oporto
- Metropolitano de Lisboa
- Trenes de Portugal (CP)
- Compañía de Carris de Hierro de Lisboa
- Fertagus

Empresas de gestión de la red ferroviaria
- Red Ferroviaria Nacional REFER EP

## Transporte marítimo y fluvial
- Transtejo
- Soflusa

## Transporte rodoviário

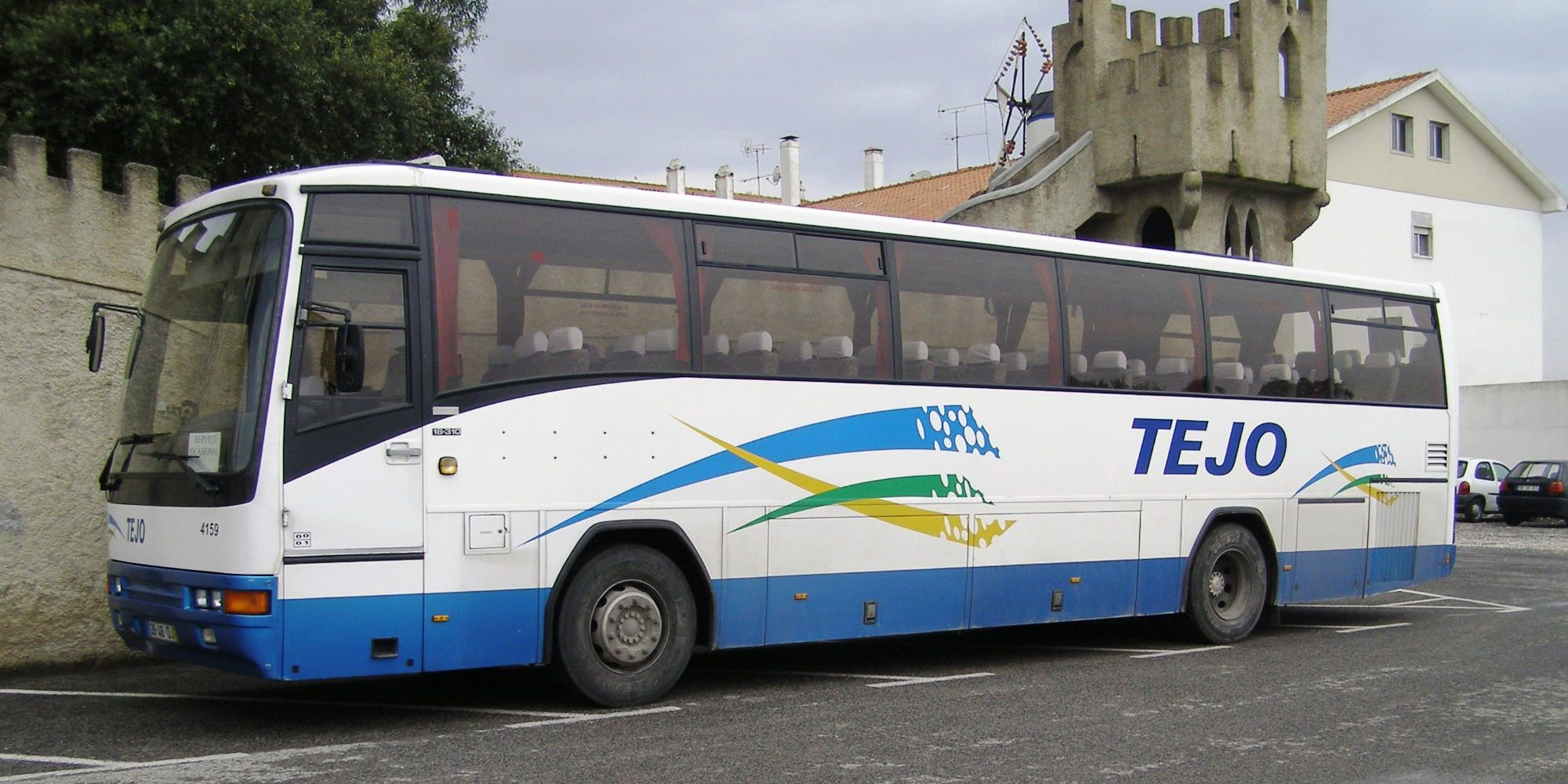
Autobús en la estación de autobuses del Tajo

- SMTUC
- STCP
- Asadouro
- Rodoviária Nacional
- Resende
- Belos Transportes
- Eva Transportes
- Rodoviária da Beira Litoral
- Rodoviária de Tejo
- Rodoviária de Alentejo
- Rede Expressos
- Transportes Sul de Tejo
- Mafrense
- Scotturb
- Taxis de Portugal

### Autovías
- SCUT